# 科維良

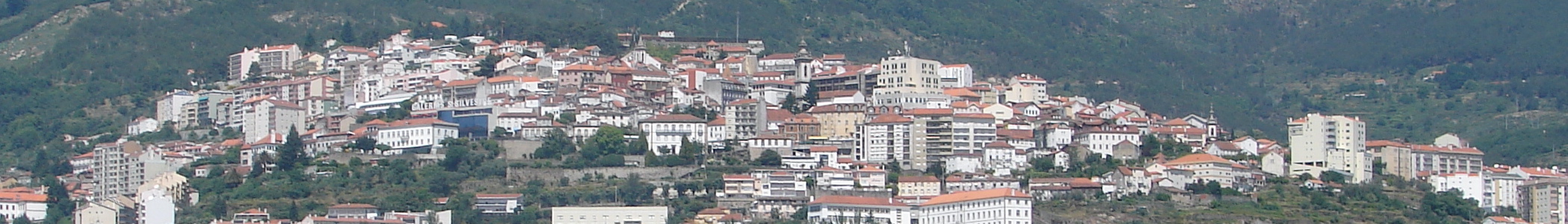
科維良

科維良（葡萄牙語：Covilhã，葡萄牙語發音：[kuviˈʎɐ̃]）是位於葡萄牙中部大區的一個城市。市區人口有36,723人。行政區人口則有53,501人。市內分為31個教區。

## 友好城市
- 法國 鲁贝

## 外部連結
- Fórum Covilhã
- Photos from Covilhã （页面存档备份，存于）
- Covilhã's Blogue